# Gare de Kœnigsmacker
La gare de Kœnigsmacker est une gare ferroviaire française de la ligne de Thionville à Apach située sur le territoire de la commune de Kœnigsmacker dans le département de la Moselle, en région Grand Est.
Elle est mise en service en 1878 par la Direction générale impériale des chemins de fer d'Alsace-Lorraine.
C'est une halte voyageurs de la Société nationale des chemins de fer français (SNCF) desservie, uniquement les week-ends et fêtes, par des trains TER Grand Est.

## Situation ferroviaire
Établie à 152 mètres d'altitude, la gare de Kœnigsmacker est située au point kilométrique (PK) 8,932 de la ligne de Thionville à Apach, entre les gares de Basse-Ham et de Malling.

### Fréquentation[3]
| 2023 | 2022 | 2021 | 2020 | 2019  | 2018 | 2017 | 2016  | 2015  |
| ---- | ---- | ---- | ---- | ----- | ---- | ---- | ----- | ----- |
| 380  | 870  | 583  | 760  | 1 359 | 860  | 994  | 1 470 | 1 585 |

## Histoire
La gare de Kœnigsmacker est mise en service le 15 mai 1878 par la Direction générale impériale des chemins de fer d'Alsace-Lorraine, lorsqu'elle ouvre à l'exploitation la ligne de Thionville à Trèves à voie unique.
Le bâtiment voyageurs est achevé en 1879, il est du « style Donjon normalisé no 8 Dambach ». Il comporte : un vaste rez-de-chaussée avec les salles d'attente des différentes classes, un guichet, le bureau du chef de gare et un local pour la commande des aiguillages, signaux et barrières du passage à niveau ; un étage avec des logements pour des cheminots et une tour avec l'escalier pour l'accès à l'étage. Le bâtiment est construit avec de la « pierre jaune provenant des carrières de Rettel ».
Le 15 décembre 2013, la relation TER de Thionville à Apach est supprimée, seuls les trains du week-end et des jours fériés entre Metz-Ville et Trèves desservent la gare.

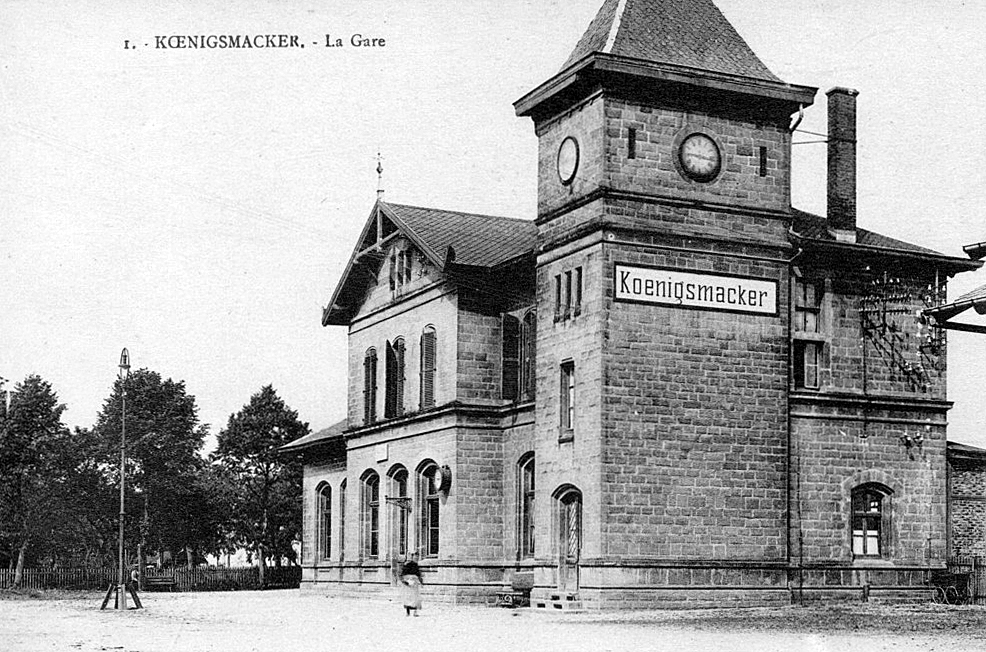
Bâtiment voyageurs vers 1920.
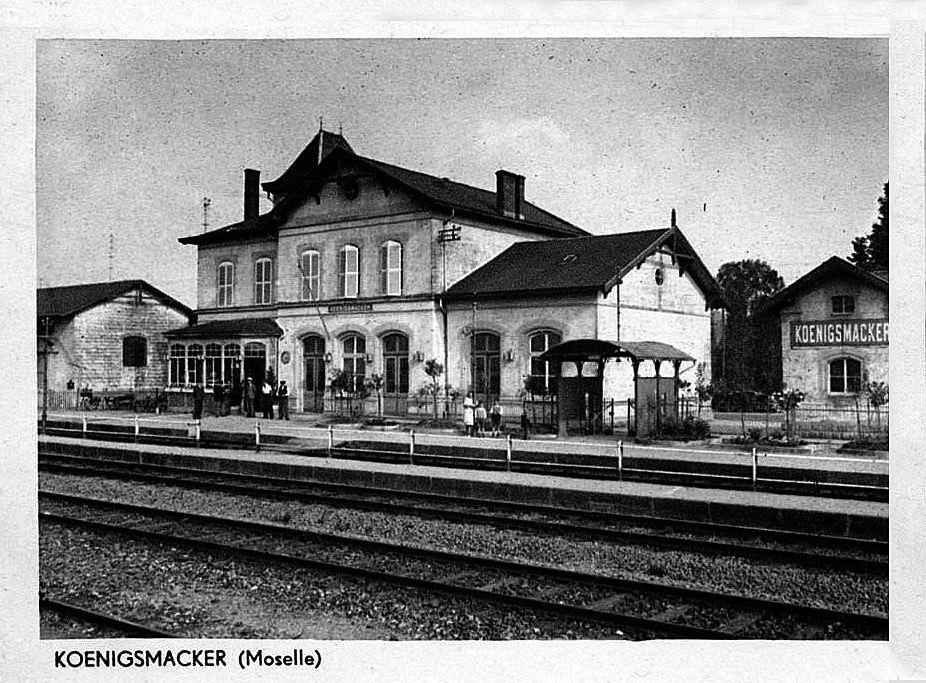
La gare vue du quai vers 1920.

## Service des voyageurs

### Accueil
Halte SNCF, c'est un point d'arrêt non géré (PANG) à accès libre. L'entrée de la halte est située entre l'ancien bâtiment voyageurs et l'ancienne halle à marchandises.

### Desserte
Kœnigsmacker est desservie, uniquement les samedis, dimanches et jours fériés, par des trains TER Grand Est de la relation Metz-Ville - Trèves.

### Intermodalité
Le stationnement des véhicules est difficile mais possible devant l'ancien bâtiment voyageurs.

## Patrimoine ferroviaire
Sur le site de la gare, des anciens bâtiments inutilisés par la halte voyageurs ont été vendus et réaffectés. Notamment le bâtiment voyageurs d'origine et une halle à marchandises.